# Martin Kierszenbaum
Martin Kierszenbaum, noto anche con lo pseudonimo di Cherry Cherry Boom Boom (1967), è un produttore discografico e paroliere statunitense.

## Biografia
Kierszenbaum è cresciuto studiando pianoforte classico, mentre sua sorella è una violinista classica. Da ragazzo ha vissuto con la sua famiglia in Argentina, Londra, Sud America ed Europa, prima di stabilirsi, all'età di otto anni, nei pressi di New Haven, in Connecticut. Si è poi trasferito in Michigan.
Si è laureato all'Università del Michigan con una laurea in teoria musicale, spagnolo e comunicazione. Ha poi frequentato la Annenberg School dell'University of Southern California per completare il suo master in communications management.

### Carriera
Kierszenbaum co-fondò l'etichetta discografica indipendente Arb Recordings, prima che ottenesse un lavoro presso la mailroom del PolyGram Music Group. Tra gli anni 1989 e 1991 ha lavorato come manager pubblicitario internazionale presso la Warner Bros. Records. Successivamente ha ricoperto il ruolo di pubblicitario nella divisione internazionale della A&M Records e nel 1998 iniziò a lavorare per la Interscope Records (affiliata alla Universal) come responsabile del marketing internazionale. Kierszenbaum venne promosso a capo delle operazioni internazionali e divenne responsabile della scoperta e della firma di artisti non americani. La sua idea di promuovere nei bar karaoke giapponesi il singolo delle t.A.T.u. All the Things She Said, di cui scrisse il testo, fruttò 1,7 milioni di copie vendute nel paese. Promosse inoltre Eminem e i Limp Bizkit sul mercato europeo.
Nel 2005 ha fondato l'etichetta discografica Cherrytree Records. Ha anche lavorato come President of A&R Pop/Rock per la Interscope Records e come capo delle operazioni internazionali per la Interscope Geffen A&M Records. Lì ha firmato per Lady Gaga, LMFAO, Disclosure e t.A.T.u.. Si è separato dalla Interscope nel 2015.

### Musica
Come produttore e compositore ha lavorato soprattutto per Lady Gaga, t.A.T.u., Flipsyde, Tokio Hotel, Alexandra Burke, Colby O'Donis, Madonna, Far East Movement, Robyn, Feist, Ellie Goulding, La Roux, Disclosure, LMFAO e Giordana Angi.
Il suo pseudonimo, Cherry Cherry Boom Boom, è citato nei brani di Lady Gaga Christmas Tree, Eh, Eh (Nothing Else I Can Say), The Fame, I Like It Rough e Starstruck, così come in I Wanna Touch You di Colby O'Donis e White Flag dei Far East Movement. Altri riferimenti si trovano in alcune canzoni di Space Cowboy, come Falling Down e I Came 2 Party (in collaborazione con i Cinema Bizarre), e nel brano Not in Love di Natalia Kills (in questo caso solo la prima parte del suo pseudonimo, e cioè cherry cherry), in cui Kierszenbaum è anche presente nei back vocals.
Ha collaborato con Colette Carr al remix Like a G6 (V6 Reflip) dei Far East Movement.